# Saaz (hop)
Saaz is een hopvariëteit, gebruikt voor het brouwen van bier.
Deze hopvariëteit is een “aromahop”, bij het bierbrouwen voornamelijk gebruikt voor zijn aromatische eigenschappen. Dit klassiek edel ras heeft zijn oorsprong in Tsjechië en is genoemd naar de stad Saaz (het huidige Žatec). Deze hop wordt veel gebruikt in Tsjechische pilsbieren maar ook in andere bekende bieren zoals Duvel. Sinds 2023 staan de hopvelden op de Unesco-Werelderfgoedlijst. 

## Kenmerken
- Alfazuur: 2 – 5%
- Bètazuur: 3 – 4,5%
- Eigenschappen: fijne hoppige en licht geparfumeerde smaak